# Énekes verébsármány
Az énekes verébsármány (Melospiza melodia)  a madarak osztályának verébalakúak (Passeriformes) rendjébe és a verébsármányfélék (Passerellidae) családjába tartozó faj.

## Rendszerezése
A fajt Alexander Wilson amerikai ornitológus írta le 1810-ben, a Fringilla nembe Fringilla melodia néven.

## Alfajai
- Melospiza melodia adusta Nelson, 1899
- Melospiza melodia atlantica Todd, 1924
- Melospiza melodia caurina Ridgway, 1899
- Melospiza melodia cleonensis McGregor, 1899
- Melospiza melodia fallax (S. F. Baird, 1854)
- Melospiza melodia goldmani Nelson, 1899
- Melospiza melodia gouldii S. F. Baird, 1858
- Melospiza melodia graminea C. H. Townsend, 1890
- Melospiza melodia heermanni S. F. Baird, 1858
- Melospiza melodia insignis S. F. Baird, 1869
- Melospiza melodia kenaiensis Ridgway, 1900
- Melospiza melodia maxillaris Grinnell, 1909
- Melospiza melodia maxima Gabrielson & Lincoln, 1951
- Melospiza melodia melodia (A. Wilson, 1810)
- Melospiza melodia merrilli Brewster, 1896
- Melospiza melodia mexicana Ridgway, 1874
- Melospiza melodia montana Henshaw, 1884
- Melospiza melodia morphna Oberholser, 1899
- Melospiza melodia pusillula Ridgway, 1899
- Melospiza melodia rivularis W. E. Bryant, 1888
- Melospiza melodia rufina (Bonaparte, 1850)
- Melospiza melodia samuelis (S. F. Baird, 1858)
- Melospiza melodia sanaka McGregor, 1900
- Melospiza melodia villai A. R. Phillips & Dickerman, 1957
- Melospiza melodia yuriria A. R. Phillips & Dickerman, 1957

## Előfordulása
Kanada, az Amerikai Egyesült Államok, Saint-Pierre és Miquelon, Mexikó, a Bahama-szigetek, Bermuda és a Turks- és Caicos-szigetek területén honos. Kóborlásai során eljut a Dominikai Köztársaságba, Norvégiába és az Egyesült Királyságba is. Természetes élőhelyei a nyílt területek, ideértve a mocsarak szélét, benőtt területeket, sivatagokat, és az erdők szélét. Vonuló faj.

## Megjelenése
Testhossza 17 centiméter, testtömege 12-53 gramm. Testalkata zömök, a feje kerek. A farka hosszú és lekerekített, a szárnyai szélesek.
|  |  |

## Életmódja
Rovarokkal, mint a tücskökkel, bogarakkal, hernyókkal és pókokkal, valamint gyommagvakkal és fűmagvakkal, gyümölcsökkel és bogyós gyümölcsökkel táplálkozik.

## Szaporodása
Fészkét a talajra, cserjésekbe, vagy fákra rakja. Fészekalja 3-6 tojásból áll, melyen a tojó kotlik két hétig. A fiókákat mindkét szülő eteti még két hétig, a kirepülésig.

## Természetvédelmi helyzete
Az elterjedési területe rendkívül nagy, egyedszáma pedig stabil. A Természetvédelmi Világszövetség Vörös listáján nem fenyegetett fajként szerepel.